# Castlemaine (Schiff)
Die HMAS Castlemaine (J244) war eine nach der Stadt Castlemaine (Bundesstaat Victoria) benannte Korvette der Bathurst-Klasse der Royal Australian Navy während des Zweiten Weltkriegs. Insgesamt 60 Schiffe dieser Klasse wurden während des Krieges in Australien als Teil des Kriegsnotprogramms als Minensucher gebaut, 36 für die Royal Australian Navy, 20 im Auftrag der britischen Admiralität, aber von der Royal Australian Navy bemannt und eingesetzt, und vier weitere für die Royal Indian Navy.
Nach ihrer Indienststellung wurde die Castlemaine als Geleitschiff zwischen Sydney und Melbourne eingesetzt, bis sie am 11. August 1942 im Hafen von Sydney mit einer Fähre kollidierte. Nach Beendigung der Reparaturen wurde sie nach Townsville verlegt, von wo aus sie Konvois nach Port Moresby eskortierte. Am 5. Oktober 1942 traf die Korvette schließlich in Darwin ein und wurde von dort zur Unterstützung der Kämpfe auf Timor eingesetzt. Ihre Aufgabe war dabei der Transport von Truppen nach Timor und die Evakuierung von Verwundeten und Flüchtlingen nach Australien.
Am 29. November nahm sie zusammen mit der Armidale Kurs auf Betano. Dort sollten in der Nacht vom 30. November auf dem 1. Dezember frische holländische Truppen an Land gesetzt und 190 holländische Soldaten und 150 portugiesische Zivilisten evakuiert werden. Auf dem Weg wurden die beiden Korvetten dreimal von japanischen Flugzeugen angegriffen, ohne dass es zu nennenswerten Schäden kam. An der Landestelle konnte jedoch kein Kontakt mit Truppen an Land hergestellt werden, weshalb sich die Schiffe wieder auf die offene See zurückzogen, um bei Tagesanbruch nicht in Sichtweite der Küste zu sein. Im Laufe des Tages stießen die beiden Schiffe dann auf das Patrouillenboot Kuru, das mit 70 Flüchtlingen an Bord auf dem Weg nach Darwin war. Die Flüchtlinge wurden auf die Castlemaine gebracht, die sie nach Darwin brachte, während Armidale und Kuru unabhängig voneinander wieder Kurs auf Timor nahmen. Um 15:15 Uhr am Nachmittag des 1. Dezembers wurde die Armidale von 13 japanischen Flugzeugen angegriffen und versenkt.
Danach wurde die Castlemaine zum Geleitschutz für Konvois von Darwin nach Thursday Island eingesetzt. Dabei wurden am 15. und 16. Dezember die Frachter Period und James Cook, die von ihr geschützt wurden, dreimal aus der Luft angegriffen. Nicht zuletzt aufgrund des Abwehrfeuers der Korvette erzielten die Japaner während der Angriffe nur einen einzigen Treffer auf der Period, durch den es vier Tote und sechs Verwundete gab. Nachdem im Frühjahr 1943 alle alliierten Truppen aus Timor abgezogen worden waren, war die Castlemaine bis zum Dezember 1943 weiter in nordaustralischen Küstengewässern im Einsatz, hauptsächlich als Geleitschiff, aber auch für andere anfallende Aufgaben und einige Einsätze zum Minenräumen. Vom Dezember 1943 bis zum August 1944 kam sie wieder als Geleitschiff auf der Route Nordaustralien-Neuguinea zum Einsatz. Danach folgten Überwachungsaufgaben an der australischen Nordküste bis zum Kriegsende durch die japanische Kapitulation am 15. August 1945. Daraufhin wurde die Korvette nach Hongkong geschickt, wo sie am 29. August an der Kapitulationszeremonie der dortigen japanischen Truppen teilnahm und in den folgenden Wochen als Minensucher eingesetzt wurde.

Die Castlemaine als Museumsschiff

Im November 1945 kehrte die Castlemaine nach Melbourne zurück, wo sie am 14. Dezember außer Dienst gestellt wurde. Ab 1955 wurde sie dann im Marinestützpunkt Flinders Naval Depot (genannt HMAS Cerberus) nahe Crib Point als stationärer Ausbildungsrumpf für Maschinenpersonal verwendet. 1973 wurde sie schließlich dem Maritime Trust of Australia geschenkt und liegt heute als Museumsschiff am historischen Gem Pier in Williamstown (Victoria) bei Melbourne. Sie ist das letzte noch existierende Schiff ihrer Klasse.